# Lisa Waltz
Lisa Waltz (* 31. August 1961 in Limerick, Pennsylvania) ist eine US-amerikanische Schauspielerin.

## Leben und Karriere
Lisa Waltz stammt aus Limerick, im US-Bundesstaat Pennsylvania. Ihre Eltern waren als Betreiber der Waltz Golf Farm regional sehr bekannt. Seit ihrem 13. Lebensjahr half sie beim Betreiben mit aus. Sie besuchte die Spring-Ford High School, die sie 1979 abschloss. Früh wurde ihr Wunsch Schauspielerin zu werden geweckt und ihr kam Unterstützung aus der Familie und den Lehrern der Schule zu, diesen Weg zu verfolgen. Erste Erfahrungen als Bühnendarstellerin sammelte sie unter anderem am Steel River Playhouse und am Forge Theater in Phoenixville. Nach dem Schulabschluss nahm sie ein Studium an den Carnegie Mellon University auf, das sie nach vier Jahren mit dem Bachelor of Fine Arts abschloss. Anschließend sprach sie bei Aufnahmeleitern und Agenten in New York City vor, wo sie 1983 hinzog und für das Theaterstück Brighton Beach Memoirs ihre erste Rolle am Broadway erhielt.
Im Jahr 1984 war sie in Jung und rücksichtslos erstmals vor der Kamera zu sehen. 1989 zog sie wegen eines Serienengagements, zusammen mit ihrem Ehemann, dem Mediziner Mark Morocco, nach Los Angeles, wo sie seitdem leben. Sie lernten sich als Bühnendarsteller kennen und heirateten 1986, bevor Morocco die Fachrichtung wechselte. Nach ihrem Umzug wurde Waltz unter anderem in den Serien Kampf gegen die Mafia, Matlock, Monsters, Zurück in die Vergangenheit und Melrose Place in Gastrollen besetzt. 1992 war sie als Amanda Gilbert im Horrorfilm Friedhof der Kuscheltiere II zu sehen. Von 1994 bis 1995 spielte sie als Hallie Lowenthal eine Nebenrolle in der Serie Willkommen im Leben. 1998 war sie als Hannah Ungar in der Filmkomödie Immer noch ein seltsames Paar zu sehen. Von 2001 bis 2002 spielte sie als Patrice DeAllo eine Nebenrolle in der Serie The Agency – Im Fadenkreuz der C.I.A. Seitdem war sie hauptsächlich in Gastrollen in Fernsehserien zu sehen, darunter Akte X – Die unheimlichen Fälle des FBI, Verrückt nach dir, Emergency Room – Die Notaufnahme, Dark Skies – Tödliche Bedrohung, Ein Hauch von Himmel, Providence, Frasier, Strong Medicine: Zwei Ärztinnen wie Feuer und Eis, Cold Case – Kein Opfer ist je vergessen, Everwood, Nip/Tuck – Schönheit hat ihren Preis, CSI: Miami, Criminal Minds, Ghost Whisperer – Stimmen aus dem Jenseits, Bones – Die Knochenjägerin, Without a Trace – Spurlos verschwunden, Castle, Lie to Me, Private Practice, The Finder, Perception und For the People.
Im Jahr 2005 wirkte Waltz in einer kleinen Rolle in der Filmkomödie Deine, meine & unsere mit. von 2007 bis 2011 war sie wiederkehrend als Dr. Mason in der Seifenoper Schatten der Leidenschaft zu sehen. Von 2010 bis 2011 verkörperte sie die Figur Katherine Upton in der Serie 90210. Von 2015 bis 2016 war sie in der sechzehnteiligen Webserie Fear the Walking Dead: Flight 462 in einer zentralen Rolle zu sehen.

## Filmografie (Auswahl)
- 1984: Jung und rücksichtslos (Reckless)
- 1986: Brighton Beach Memoirs
- 1988–1989: Herzschlag des Lebens – Göttinnen in Weiß (Heartbeat, Fernsehserie, 2 Episoden)
- 1989: Die besten Jahre (Thirtysomething, Fernsehserie, Episode 3x05)
- 1989: Kampf gegen die Mafia (Wiseguy, Fernsehserie, 2 Episoden)
- 1990: Ein gesegnetes Team (Father Dowling Mysteries, Fernsehserie, Episode 2x08)
- 1990: Matlock (Fernsehserie, Episode 5x09)
- 1991: Monsters (Fernsehserie, Episode 3x16)
- 1991: Zurück in die Vergangenheit (Quantum Leap, Fernsehserie, Episode 4x04)
- 1992: Hallo Schwester! (Nurses, Fernsehserie, Episode 1x16)
- 1992: Friedhof der Kuscheltiere II (Pet Semetary Two)
- 1992: Melrose Place (Fernsehserie, Episode 1x15)
- 1992: Opposite Sex – Der kleine Unterschied (The Opposite Sex and How to Live with Them)
- 1993: Ausgerechnet Alaska (Northern Exposure, Fernsehserie, Episode 4x14)
- 1993: Akte X – Die unheimlichen Fälle des FBI (The X-Files, Fernsehserie, Episode 1x06)
- 1993: Stone Soup
- 1994–1995: Willkommen im Leben (My So-Called Life, Fernsehserie, 5 Episoden)
- 1995: Verrückt nach dir (Mad About You, Fernsehserie, Episode 4x08)
- 1995–1996: Die Liebe muß verrückt sein (Can't Hurry Love, Fernsehserie, 2 Episoden)
- 1996: Emergency Room – Die Notaufnahme (ER, Fernsehserie, Episode 2x13)
- 1996: Red Ribbon Blues – Geschäft mit dem Tod (Red Ribbon Blues)
- 1996: Dark Skies – Tödliche Bedrohung (Dark Skies, Fernsehserie, Episode 1x08)
- 1996: Ein Hauch von Himmel (Touched by an Angel, Fernsehserie, Episode 3x13)
- 1998: Jack die Traumfrau (Ask Harriet, Fernsehserie, 13 Episoden)
- 1998: Immer noch ein seltsames Paar (The Odd Couple II)
- 1998–2001: Frasier (Fernsehserie, 2 Episoden)
- 1999: Providence (Fernsehserie, Episode 1x04)
- 1999: The Strip (Fernsehserie, Episode 1x08)
- 1999: Starry Night
- 2001–2002: The Agency – Im Fadenkreuz der C.I.A. (The Agency, Fernsehserie, 5 Episoden)
- 2002: Strong Medicine: Zwei Ärztinnen wie Feuer und Eis (Strong Medicine, Fernsehserie, Episode 3x11)
- 2003: Boomtown (Fernsehserie, Episode 1x18)
- 2003: Cold Case – Kein Opfer ist je vergessen (Cold Case, Fernsehserie, Episode 1x01)
- 2003: Line of Fire (Fernsehserie, Episode 1x03)
- 2004: Everwood (Fernsehserie, 2 Episoden)
- 2004: Nip/Tuck – Schönheit hat ihren Preis (Nip/Tuck, Fernsehserie, Episode 2x14)
- 2004: Medical Investigation (Fernsehserie, Episode 1x11)
- 2005: Welcome, Mrs. President (Commander in Chied, Fernsehserie, 3 Episoden)
- 2005: CSI: Miami (Fernsehserie, Episode 4x08)
- 2005: Deine, meine & unsere (Yours, Mine and Ours)
- 2005: Inconceivable (Fernsehserie, 5 Episoden)
- 2006: Criminal Minds (Fernsehserie, Episode 2x07)
- 2007: Ghost Whisperer – Stimmen aus dem Jenseits (Ghost Whisperer, Fernsehserie, Episode 2x18)
- 2007: Bones – Die Knochenjägerin (Bones, Fernsehserie, Episode )
- 2007: Boston Legal (Fernsehserie, Episode )
- 2007: Side Order of Life (Fernsehserie, 6 Episoden)
- 2007: Without a Trace – Spurlos verschwunden (Without a Trace, Fernsehserie, Episode 6x10)
- 2007–2011: Schatten der Leidenschaft (The Young and the Restless, Fernsehserie, 12 Episoden)
- 2009: Castle (Fernsehserie, Episode 1x04)
- 2009: Knuckle Draggers
- 2009: Lie to Me (Fernsehserie, Episode 2x07)
- 2010: General Hospital (Fernsehserie, 6 Episoden)
- 2010: Miami Medical (Fernsehserie, Episode 1x05)
- 2010: Private Practice (Fernsehserie, Episode 4x08)
- 2010–2011: 90210 (Fernsehserie, 7 Episoden)
- 2011: Head Over Spurs in Love
- 2012: The Finder (Fernsehserie, Episode 1x07)
- 2012: Perception (Fernsehserie, Episode 1x05)
- 2015–2016: Fear the Walking Dead: Flight 462 (Miniserie, 13 Episoden)
- 2018: For the People (Fernsehserie, Episode 1x10)
- 2021: Shameless (Fernsehserie, Episode 11x06)